# Sant Andreu del Prat del Campanar
Sant Andreu del Prat del Campanar és una església d'origen romànic situada a 1.505 m a la sortida del poble d'Arinsal direcció l'estació d'esquí d'Arinsal dins la parròquia de la Massana.
Aquesta església es va reconstruir el 1975 sota la direcció de l'expert Pere Canturri a partir de la descoberta feta d'unes restes d'una antiga ermita en unes excavacions al lloc conegut com a Prat del Campanar. De la construcció romànica només en queda la part inferior dels murs, ja que havia estat sepultada dues vegades per allaus de neu; la primera vegada possiblement al segle xiii i la darrera al segle XVII). L'edifici actual consta d'una nau rectangular, acabada amb un absis semicircular dels segles xii i xiii i coberta amb volta de canó. El campanar és d'espadanya d'un sol ull. De l'existència d'aquesta capella no es té documentació escrita, sinó només oral.
Actualment aquesta capella pertany a la família Rosell d'Andorra la Vella i un porxo adossat a l'església al mur sud fa la funció de panteó familiar.
En la cartografia oficial andorrana Arxivat 2007-07-10 a Wayback Machine., surt assenyalada com a Església de Sant Antoni.

## Imatges

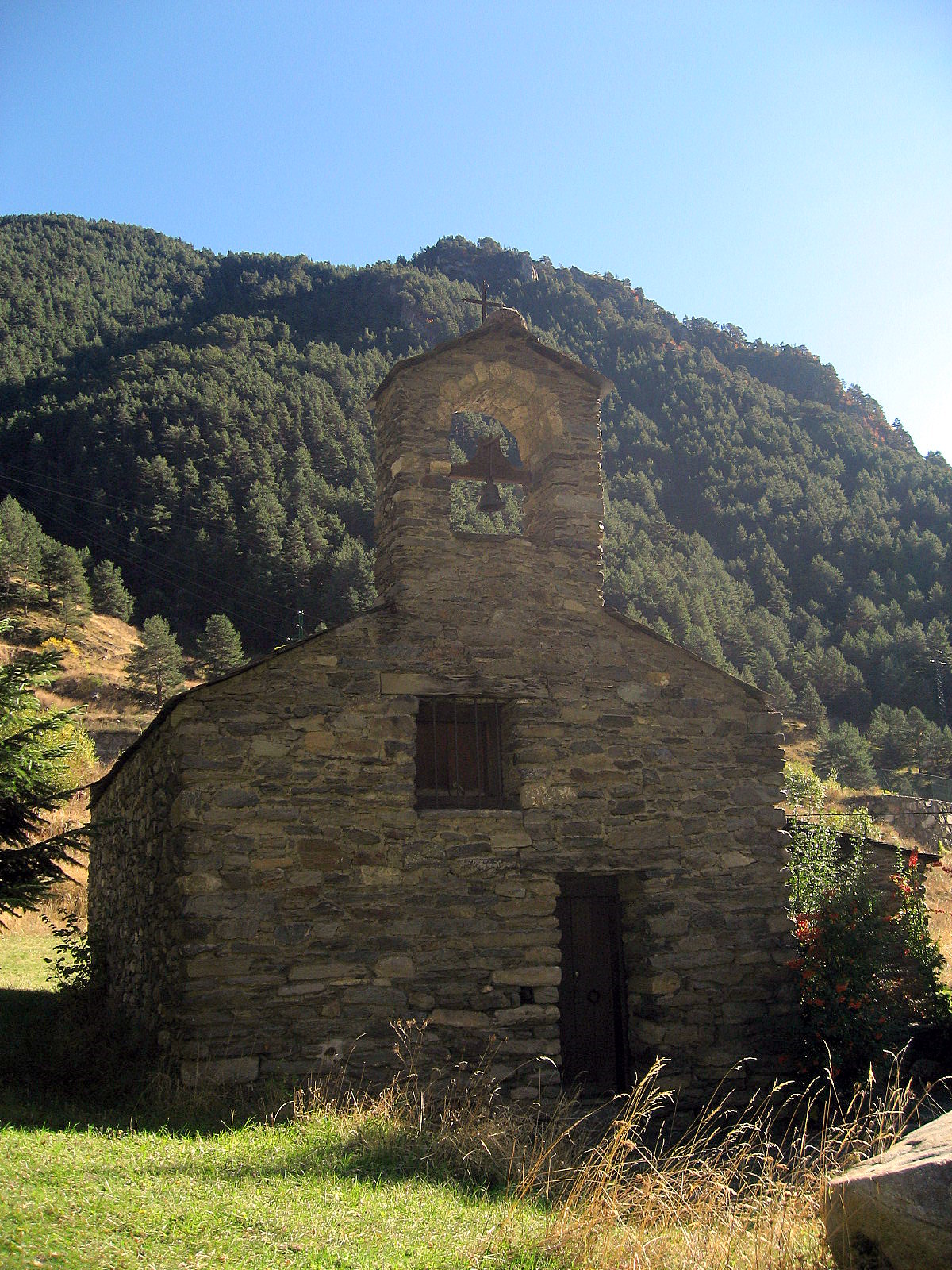
Part frontal de l'església
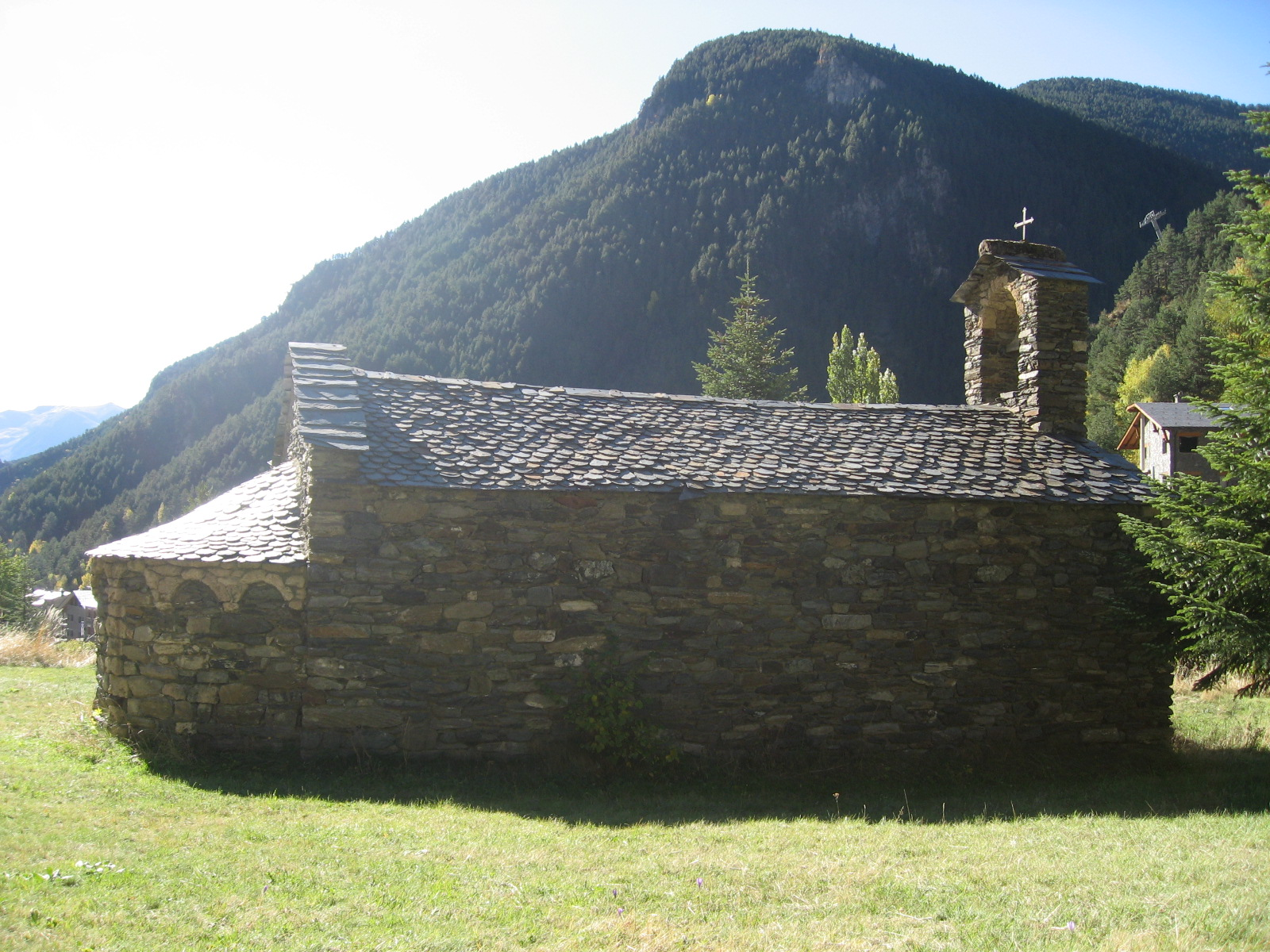
Mur nord de l'església
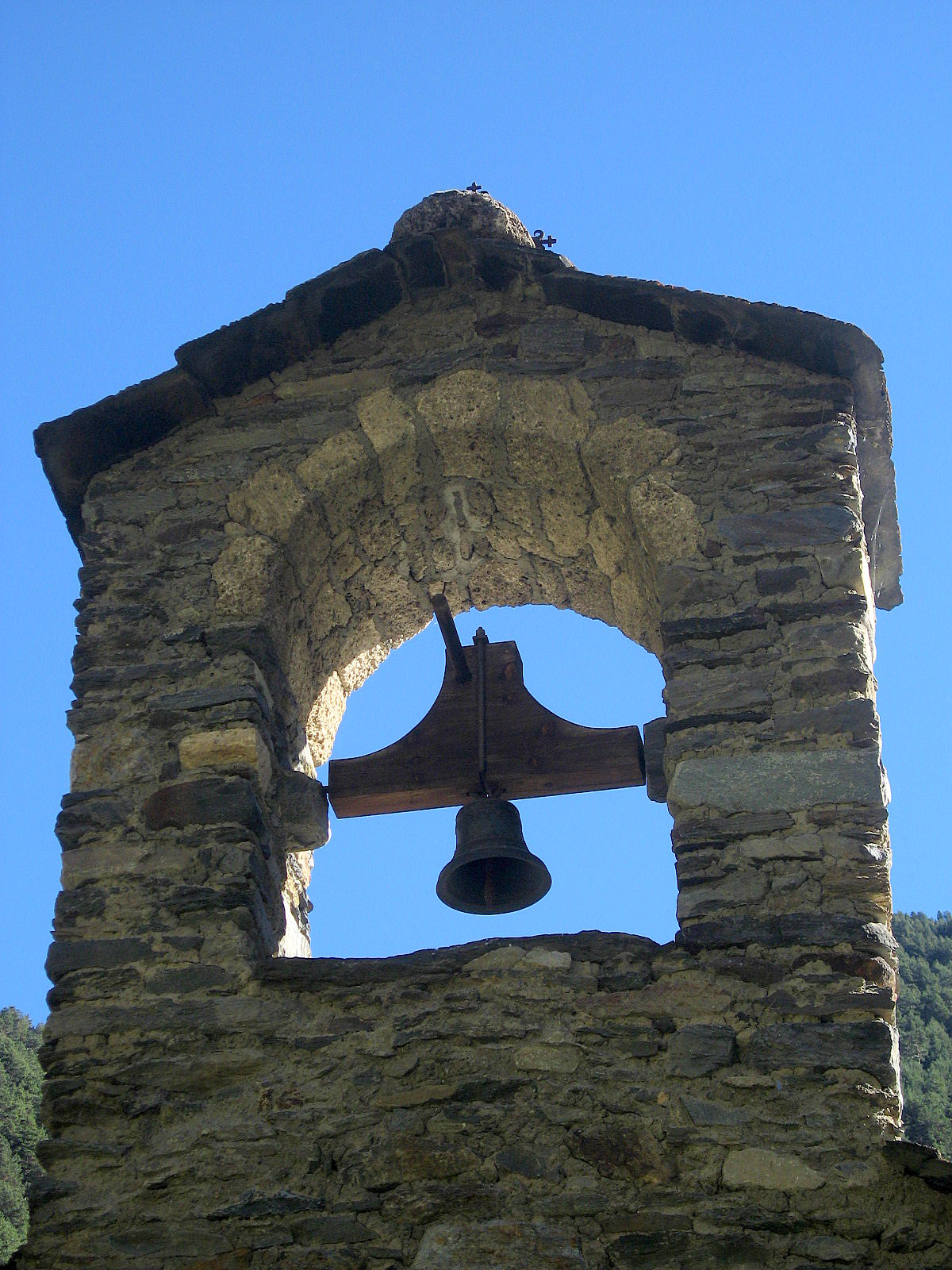
Campanar de l'església
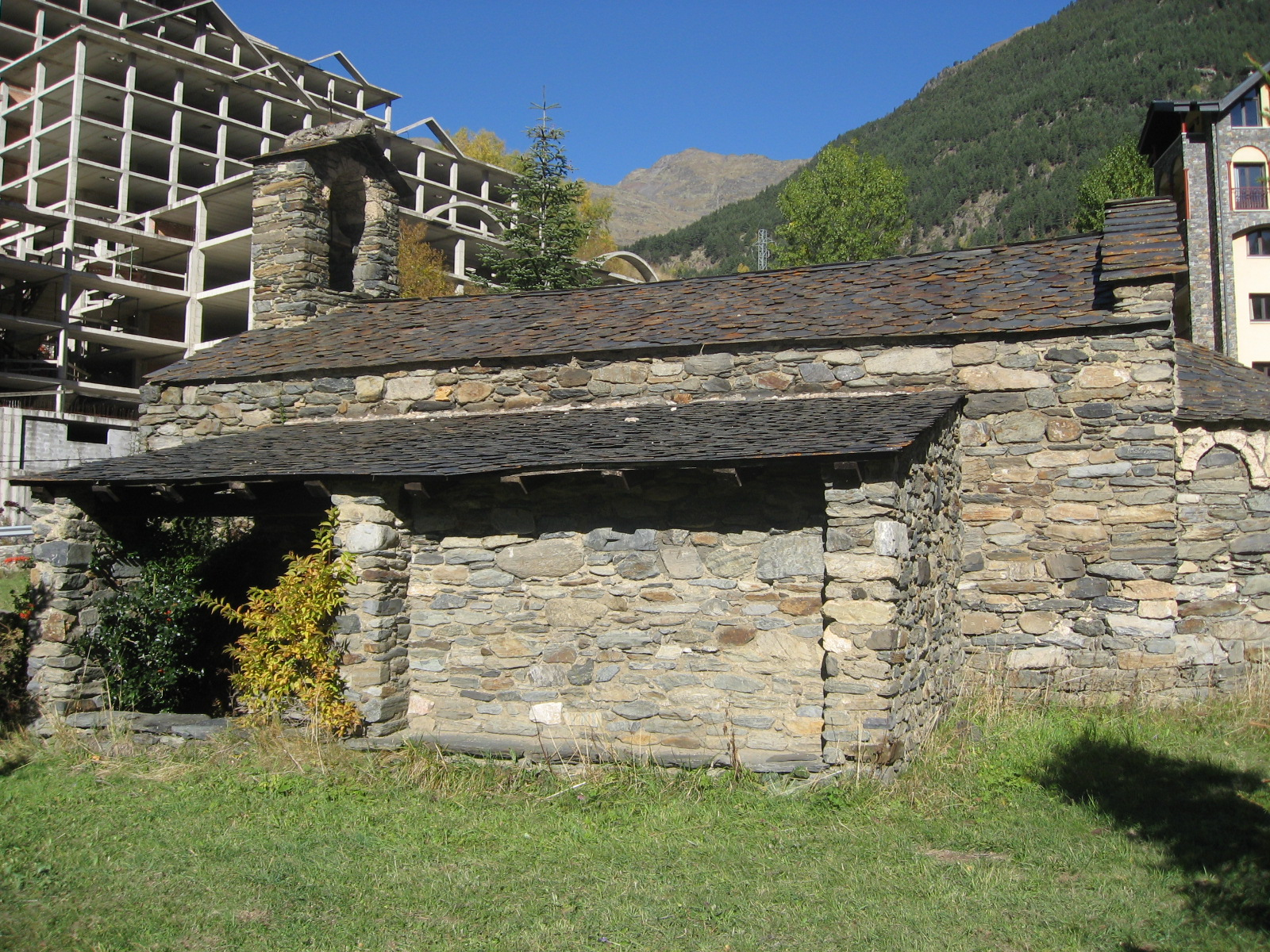
porxo-panteó adossat